# Hala Gezah
Hala Gezah, ar. عبد السلام هالة قزاح (ur. 17 września 1989 w Trypolisie) – libijska lekkoatletka, sprinterka, olimpijka z Londynu.
Reprezentowała swój kraj na igrzyskach w Londynie, w biegu na 100 metrów kobiet zajęła w preeliminacjach 23. miejsce z czasem 13,24 s i odpadła z dalszej rywalizacji.
Jej rodzice byli reprezentantami Libii w siatkówce.

## Rekordy życiowe
| Dystans            | Wynik (s) | Miejsce    | Data            |
| ------------------ | --------- | ---------- | --------------- |
| bieg na 100 metrów | 13,15     | Porto Novo | 27 czerwca 2012 |
| bieg na 200 metrów | 27,32     | Porto Novo | 30 czerwca 2012 |